# جيري موريارتي
جيري موريارتي (بالإنجليزية: Jerry Moriarty)‏ (15 يناير 1938، بينغامتون في الولايات المتحدة)؛ رسام وروائي أمريكي. درس في معهد برات.